# رافاييل ليدو
رافاييل ليدو (بالإسبانية: Rafael Lledó)‏ (مواليد 2 آذار / مارس 1922) هو لاعب كرة السلة أرجنتيني سابق تنافس في دورة الألعاب الاولمبية الصيفية عام 1948 وفي عام 1952 دورة الألعاب الاولمبية الصيفية.

## روابط خارجية
- رافاييل ليدو على موقع الاتحاد الدولي لكرة السلة (الإنجليزية)
- رافاييل ليدو على موقع الاتحاد الدولي لكرة السلة (الإنجليزية)
- رافاييل ليدو على موقع سبورتس رفرنس (الإنجليزية)
- رافاييل ليدو على موقع أوليمبيديا (الإنجليزية)